# Hyperloop (змагання транспортних капсул)

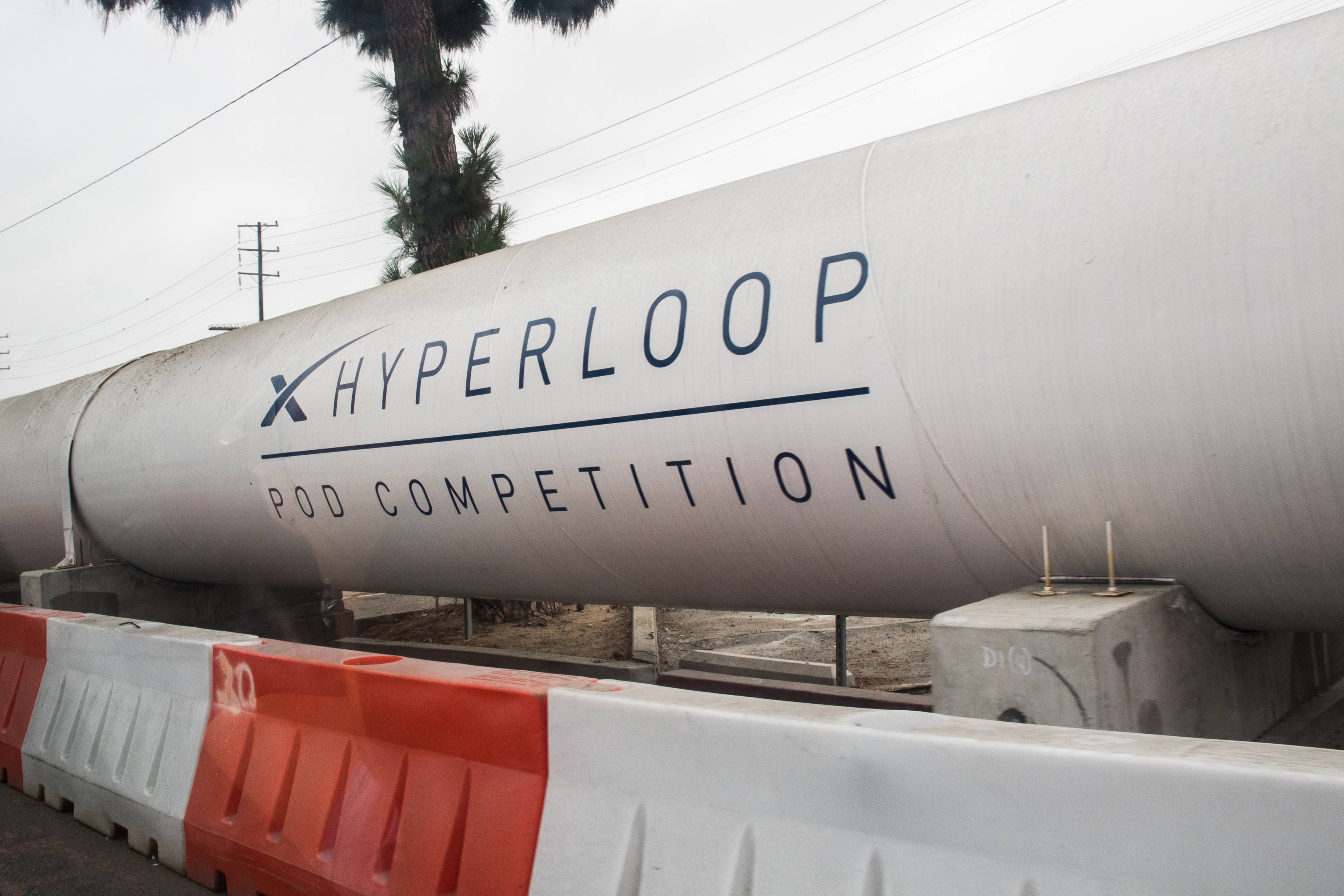
Тестова труба для Hyperloop

Змагання транспортних капсул для Hyperloop — спонсоровані американською компанією SpaceX змагання міжнародних команд щодо розробки та виготовлення прототипу спеціального транспортного засобу (капсули) для надшвидкісного вакуумного потягу Hyperloop. Змагання розпочалися у 2015 році і, завдяки великій кількості охочих взяти в них участь, вирішено провести їх кілька. Місце проведення — штаб-квартира SpaceX у місті Готорн (Каліфорнія). Головний суддя — Ілон Маск. Першочерговим критерієм для суддівства є швидкість руху (без руйнувань) у трубі із майже вакуумом. Підтримку заходу також забезпечує інша компанія Маска — The Boring Company. SpaceX не обіцяла жодної винагороди учасникам змагань, при цьому компанія отримує права на можливе використання усіх технологій в майбутньому. Попри це, аж 700 команд подали заявку на участь, бажаючи попрацювати з командою SpaceX, прагнучи зробити свій внесок у майбутні технології та, безперечно, «засвітитися» перед майбутніми роботодавцями.

## Історія
Після того, як у 2013 році Ілон Маск розповів про ідею побудови надшвидкісної транспортної системи Hyperloop, його компанія SpaceX повідомила про бажання створити її демонстраційний прототип. Для цього біля штаб-квартири SpaceX у місті Hawthorne, Каліфорнія було побудовано тестовий трек, довжиною 1,6 км. Щоб розглянути якомога більше ідей, було прийнято рішення організувати конкурс між всіма бажаючими долучитися до розробки. При цьому було наголошено, що «ні SpaceX, ні Ілон Маск не пов'язані із будь-якою компанією Hyperloop. Хоча ми не розробляємо комерційну Hyperloop, але зацікавлені допомогти в пришвидшенні появи її функціонального прототипу».
Більше, ніж 700 команд у 2015 році подали заявки на участь у конкурсі. 120 із них були відібрані для представлення свого дизайну на Design Weekend 29-30 січня 2016 року в університеті Texas A&M. Переможців спрямували до участі в технічному змаганні. Тоді ж було вирішено, що через значний рівень ентузіазму претендентів не варто зупинятися на одному конкурсі, а збільшити їх кількість (як мінімум до трьох). Команди, що вже брали участь у змаганні, можуть знову конкурувати, покращивши дизайн своєї транспортної капсули.

## Hypertube

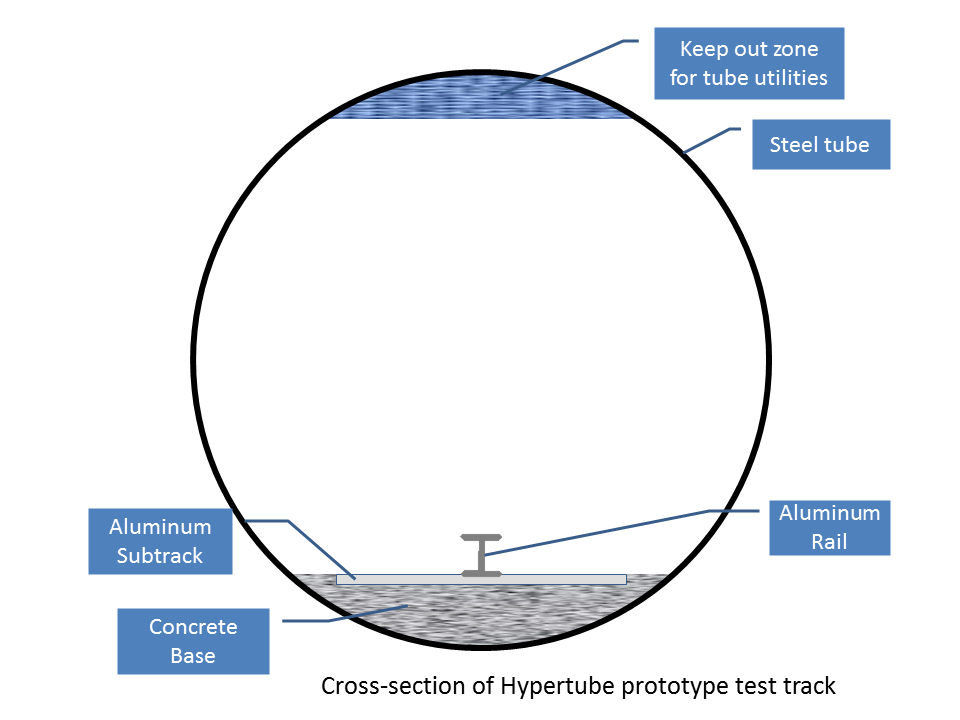
Переріз Hypertube

У 2016 році SpaceX заявила, що домовилася із Лос-Анджелеською фірмою AECOM щодо будівництва тестового треку. SpaceX Hyperloop test track — або Hypertube — сам є прототипом. Розробляючи та складаючи його, компанія навчалася застосовувати автоматизовані технології будівництва для майбутніх Hyperloop треків. Його конструкція дозволяє застосовувати на ньому транспортні капсули різноманітної конструкції.
Основні характеристики Hypertube, повідомлені у січні 2016 року:
- Труба — вуглецева сталь A1018 Grade 36 за стандартами ASTM International. Розміри:
  - зовнішній діаметр — 182,88 см,
  - внутрішній діаметр — 179,32 см,
  - товщина стінки — 1,78 см,
  - довжина — 1,6 км (1 миля).
- Монорейка — секції із алюмінієвого сплаву 6061-T6.
- Поверхня під монорейкою — секції із алюмінієвого сплаву AA1370-50. Товщина пластин на перших і останніх 61 м — 2,54 см, на іншій частині треку — 1,27 см.
- Бетонна основа шириною 1,2 м в нижній частині труби.
- Внутрішній тиск — 0,14-100 кПа. Учасники можуть самі обрати його величину в залежності від типу рушія, компресору (якщо він є) та інших факторів. Майже вакуум дозволяє зменшити витрати енергії на тертя об повітря.
- Час відкачки повітря вакуумним насосом до мінімально необхідного становитиме ~30 хвилин.
- Система температурного контролю — не передбачена. Очікується, що вона залежатиме від погоди на момент змагань та часу доби. Учасники повинні самі регулювати температуру своєї капсули.
- Гальмівна система — та, що створена організаторами (яма із піною в кінці треку), застосовуватиметься лише в аварійних випадках. Учасники повинні забезпечити свої капсули власною системою гальм, яка буде взаємодіяти з однією із чотирьох поверхонь: стальною трубою, бетонною основою, монорейкою, або алюмінієвою поверхнею під нею.
- Живлення — змінний струм: 240 вольт, 50 ампер або 120 В, 15 A — забезпечується лише на майданчику очікування, перед поміщенням капсули у Hypertube.
- Комунікація — SpaceX забезпечує команди стандартним пристроєм (розміром приблизно 250×200×38 (мм³)), що встановлюються на капсулі та записує інформацію про температуру, прискорення та вібрацію кожної капсуси під час заїзду.
- Засоби навігації — на останніх 300 м труби у верхній її частині розміщена певна кількість флікерів. Завдяки їх взаємодії із сенсором зображення в необхідний момент відбувається бечпечне гальмування.

Основними засобами руху по треку (дозволяється їх комбінація) є:
- колеса — рухаються по рівній бетонній основі або пласким алюмінієвим секціям вздовж зовнішньої поверхні монорейки, дозволяючи здійснювати якісне горизонтальне орієнтування;
- аеродинамічна левітація (повітряна подушка) — переміщення відбувається над гладенькими алюмінієвими секціями, а контроль бічного руху капсули (вправо, вліво) здійснюється відносно монорейки або стінок труби через спеціальні коліщата чи повітряні вальниці[en];
- магнітна левітація — для неї теж підходять алюмінієві секції, які є немагнітним провідником. Бічний рух також контролюють за допомогою монорейки чи стінок труби.

Зовнішній дизайн капсул може бути різноманітним. Вони можуть бути розраховані на перевезення лише пасажирів чи вантажів, або бути універсальними. Під час тестувань дозволяється використовувати манекени, але категорично забороняється перевозити тварин.

## Конструкція капсули-переможниці Других змагань
Команда WARR для другого змагання розробила транспортну капсулу з наступними характеристиками:
- Сукупна вага — 85 кг.
- Основна конструкція зроблена із вуглецевого волокна із алюмінієвими вставками.
- електродвигун із потужністю 50 кВт та крутним моментом 60 Н{\displaystyle \cdot }м, що дозволяє розігнати капсулу до 350 км/год за 12 секунд (прискорення в 1,1g). На змагальному треку SpaceX швидкість склала 324 км/год.
- 4 алюмінієві колеса рухаються поверхнею під монорейкою. Зовнішній їх обід вкритий поліуританом, що забезпечує високе зчеплення і сприяє поглинанню ударів.
- Спеціальні модулі стабілізації за допомогою 12 коліщаток охоплюють і горизонтальну і вертикальну частини монорейки. Вони притискаються до неї із силою 1400 Н, що дозволює якісніше використовувати крутний момент, спрямовуючи його на прискорення. Модулі мають пружини та резинові демпфери, які значно зменшують вібрацію.
- четверо механічних гальм спричиняють сповільнення у 2,4g, що дозволяє зупинятися за 5 секунд.
- Літій-полімерний акумулятор має 132 електрохімічних осередки, 120 із яких призначені для живлення двигуна (500 В, 180 A пікового навантаження), а ще 12 (24 В, 3 А) — для живлення електроніки.
- 38 сенсорів контролюють роботу всіх систем капсули.

## Змагання
Після піврічної затримки Перше практичне змагання відбулося 27 січня 2017 року. Щоб бути допущеними до проїзду у Hypertube, капсули повинні були пройти дев'ять попередніх послідовних тестів. Переможцями визнано дві команди: Delft від Делфтського та WARR від Мюнхенського технічних університетів.
На Competition Weekend II були обрані учасники Другого практичного змагання, що відбулося у серпні 2017 року. Його також виграла капсула від команди WARR, досягнувши швидкості у 324 км/год.
Для Третіх змагань, що відбулися 22 липня 2018 року, критерії відбору були дещо змінені:
- команди повинні складатися лише зі студентів;
- капсули повинні бути обов'язково самохідними (у перших змаганнях капсули для свого руху у перші 15 % треку могли використовувати спеціальний штовхач від SpaceX);
- надто малі капсули не допускатимуться, їхня мінімальна довжина має сягати 1,5 м.

Також три команди матимуть змогу конкурувати у Міні-змаганнях із левітації. Там капсули, що не мають коліс, тестуватимуться на завнішньому (невакуумному) трекові. Вони повинні перенестися на 23 м, зупинитися і повернутися в початкову точку, постійно перебуваючи у стані левітації.

Переможцем Третіх змагань знову стала команда WARR. Їхня капсула досягла максимальної швидкості у 467 км/год.
Після змагань 2019 року Маск анонсував, що довжину Hypertube збільшать аж до 10 км, і вона буде вигнутою.
Результати
| Дата         | Переможець                                         | Швидкість, км/год | Другий                                                            | Швидкість, км/год | Третій                                                  | Швидкість, км/год |
| ------------ | -------------------------------------------------- | ----------------- | ----------------------------------------------------------------- | ----------------- | ------------------------------------------------------- | ----------------- |
| січень 2017  | WARR [Архівовано 23 липня 2019 у Wayback Machine.] | 93                | -                                                                 | -                 | -                                                       | -                 |
| серпень 2017 | WARR                                               | 323,5             | Paradigm Hyperloop [Архівовано 20 червня 2019 у Wayback Machine.] | 101,4             | Swissloop [Архівовано 22 липня 2019 у Wayback Machine.] | 40,23             |
| 2018         | WARR                                               | 457               | Delft Hyperloop [Архівовано 26 липня 2019 у Wayback Machine.]     | 141,6             | EPFLoop [Архівовано 23 травня 2019 у Wayback Machine.]  | 83,7              |
| 2019         | WARR                                               | 463,5             | Swissloop                                                         | 257,5             | EPFLoop                                                 | 238,13            |